# Короткие цепочки поставки питания
Короткие цепочки поставок питания — это термин, используемый для идентификации широкого спектра конфигураций производствa, распределения, потребления продуктов питания. Например, таких как фермерские рынки, фермерские магазины, коллективные фермерские магазины, солидарное сельское хозяйство и группы солидарной закупки. В более общем смысле, цепочка поставок продуктов питания может быть определена «короткой» тогда, когда она характеризуется короткой дистанцией и/или небольшим числом посредников между производителями и потребителями.

## Происхождение понятия
Короткие цепочки поставок питания изначально были определены в качестве примеров сопротивления фермеров модернизации продовольственной системы, заключающейся в развитии цепочек поставок на основе глобальной торговли. Сопротивление состоит в том, что через продажу непосредственно потребителям фермеры обходят посредников и таким образом могут развивать свои собственные маркетинговые стратегии, предоставляя более широкий спектр товаров и услуг. Эти стратегии предоставляют фермерам возможность оставить большую долю добавленной стоимости на ферме и в местной экономике. Учитывая эти характеристики, короткие цепочки поставок продовольствия все больше находят отражение в аграрной и продовольственной политике. Таким образом, короткие цепочки питания выступают в качестве движущей силы перемен в системе питания и используются как политический инструмент для развития сельской местности. В целом, анализ коротких цепочек поставок питания вызывает в обществе более широкие дискуссии о «альтернативных и устойчивых цепочках и сетях питания».,,.

## Специфика коротких цепочек поставок питания
Короткие цепочки поставок питания считаются наиболее подходящими каналами для доставки органических и традиционных местных продуктов мелкими фермерами. На самом деле, прямые отношения между производителями и потребителями дают им возможность развивать более тесные контакты друг с другом, и определять рыночные ниши. Как заявляют Ilbery и Maye, «… ключевая характеристика коротких цепочек поставок питания в том, что продукты, которые достигают конечного потребителя, были доставлены по цепочке поставок, которая включает в себя ценности наполненные информацией, касающейся способов производства, происхождения и отличительных качественных характеристик продукта» (см. также Renting и соавт.) Кроме того, Marsden и соавт. (2000 г.) .  утверждают, что «общей характеристикой, однако, является акцент на вид отношений между производителем и потребителем в этих цепочках поставок, а также роль этих отношений в построении ценностей и смыслов, а не исключительно тип самого продукта».

## Критерии выявления
В целях развития понятия коротких цепочек поставок питания есть ряд критериев, которые могут быть использованы для их определения. Короткие цепочки поставок питания могут включать в себя аспекты географической, социальной и экономической близости. Географическая близость означает физически близкое расположение, и измеряется как расстояние между производителями и потребителями.
Социальная близость выражается как прямые (или с немногими посредниками) и доверительные отношения между производителем и потребителем, которые знают друг друга и производимый продукт, а также как солидарность между производителями и потребителями, их гражданская активность в местной продовольственной системе и связь с местными традициями питания.
Экономическая близость означает, что рыночные обмены происходят, и деньги вращаются в рамках общины или определённой местности; короткая цепочка питания находится в собственности, и управляется на местном уровне; она прозрачна и отслеживается от начала до конца производства.

## Классификация коротких цепочек поставок питания
Короткие цепочки поставок питания классифицируются по Renting и соавт. как лицом к лицу, близкие и расширенные. Цепочки, описываемые как лицом к лицу, характеризуются регулярными встречами между производителями и потребителями (как в случае фермерских рынков). В коротких цепочках поставок питания, построенных на близости расстояния, производители не обязательно управляют распределением продуктов (как в случае потребительских кооперативов). В расширенных коротких цепочках поставок питания, где географические расстояния между производителями и потребителями могут быть большими, потребители знают производителей и особенность продуктов (как в случае справедливой торговли и продуктов с защищенной деноминацией происхождения).

## Короткие цепочки поставок питания в государственных предписаниях
План действий, разработанный в 2009 году при французском Министерстве сельского хозяйства, продовольствия и лесного хозяйства, был направлен на поддержку развития коротких цепочек поставок питания. Соответственно этому плану, короткие цепочки поставок питания определяются на основе количества участвующих субъектов. А именно: короткими цепочками питания считаются «поставки сельскохозяйственной продукции через прямые или непрямые (один посредник) продажи».
Тем не менее, во французском сенате и на региональном уровне ведутся дискуссии, что существование коротких цепочек не должно сводиться к числу посредников. Следует также рассматривать и географическое расстояние. Можно ли считать короткой цепочкой покупку виноградной лозы непосредственно у фермера, при дальнейшей её транспортировке за 1000 км до места посадки?
После национального плана действий (в некоторых случаях, ещё до него), были разработаны региональные планы развития коротких цепочек поставок питания. Региональные планы действий относятся к приведенному выше определению, но они также дополнены или уточнены на местном уровне. К примеру, в регионе Аквитания местное правительство добавляет близость или снижение географического расстояния между производителями и потребителями.(ссылка) Французский закон о модернизации сельского хозяйства и рыболовства, обновлённый в 2010 г. (№ 2010—874), среди многочисленных других действий и поддержки государством, также упоминает «развитие коротких цепочек поставок питания и содействие географической близости между производителями и переработчиками».

## Примеры коротких цепочек поставок питания
Фермерские рынки являются местами розничной торговли с участием фермеров, продающих продукты питания потребителям.
Солидарное сельское хозяйство — это сеть или ассоциация людей, которые взяли на себя обязательство поддерживать одну или более местных ферм, и разделяющих риски и выгоды от совместного производства продуктов питания.
Группы солидарной закупки — это сети, созданные по инициативе итальянских потребителей, которые связываются с фермерами для организации альтернативных систем продовольственных поставок.
Ассоциации по поддержанию крестьянского хозяйства (недоступная ссылка)- это французские общественные инициативы, которые поддерживают фермеров и органическое сельское хозяйство путём прямых связей между фермерами и потребителями.

## Научно-исследовательские проекты по коротким цепочкам поставок питания
GLAMUR — Глобальные и локальные оценки продовольственной системы: многосторонний подход на основе оценки производительности.
FOODLINKS — Брокеридж знаний, в целях содействия устойчивому потреблению продуктов питания и продукции, объединяет учёных, политиков и организации гражданского общества.
SUS-CHAINS — Маркетинг устойчивого сельского хозяйства: анализ потенциальной роли новых цепочек поставок продуктов питания для устойчивого сельского развития.
PUREFOOD — подготовка исследователей в сфере социально-экономической и социально-пространственной динамики городских, пригородных и региональных цепочках поставок питания.